# Air Alsace
Air Alsace — французская авиакомпания существовавшая в 1962-1981 годах.

## История
Компания была основана в 1962 году и базировалась в городе Кольмар. Совершала как внутренние рейсы, так и международные в Амстердам, Брюссель, Рим, Лондон и Кёльн. В 1981 была куплена авиакомпанией ТАТ.

## Флот

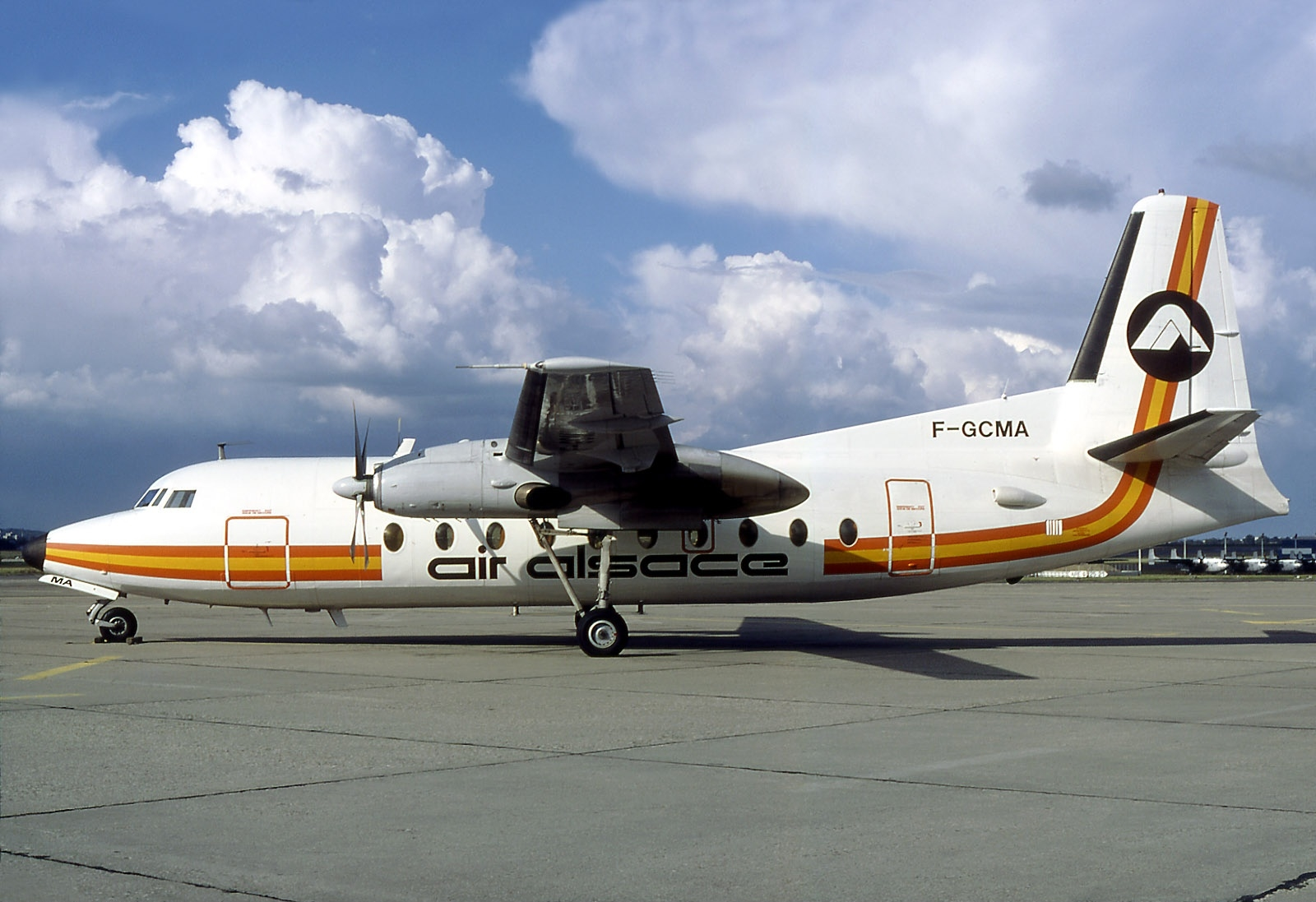
Fokker F27-200 авиакомпании Air Alsace

Авиакомпания эксплуатировала 6 типов самолётов.
- Aérospatiale Corvette
- Piper Navajo
- Aérospatiale N 262
- Fokker F27
- VFW-Fokker 614
- Fokker F28